# Cmentarz żydowski w Warężu
Cmentarz żydowski w Warężu – kirkut społeczności żydowskiej niegdyś zamieszkującej Waręż. Nie wiadomo dokładnie kiedy powstał. Znajduje się na północny zachód miejscowości w bezpośrednim sąsiedztwie cmentarza chrześcijańskiego. Został zdewastowany podczas II wojny światowej. Jego obecny stan jest nieznany.